# Lucie Laroche
Lucie Laroche  , née le 23 octobre 1968 à Lac-Beauport au Québec, est une skieuse alpine canadienne.

## Biographie
Lucie Laroche a grandi au sein d’une famille de sept enfants, tout près des pistes de ski, à Lac-Beauport dans la banlieue de Québec. Elle est la sœur des skieurs acrobatiques Philippe LaRoche et Alain LaRoche. Elle est conseillère municipale à la municipalité de Lac-Beauport depuis 2017.

## Résultats sportifs

### Coupe du monde
- Résultat au classement général : 72e en 1988. : 45e en 1989. : 81e en 1990. : 18e en 1991.

### Championnats du monde de ski alpin
- Vail 1989 slalom géant: 13e.
- Saalbach 1991 descente: 15e.